# Iglesia de San Andrés (Elciego)
La iglesia de San Andrés, sita en Elciego (Álava, España) se sitúa en un gran talud próximo al río. El fuerte desnivel existente en la zona del cabecero le da una potente imagen, pues presenta unos enormes muros de casi treinta metros de altura, todos ellos de sillería.
En contra de lo habitual, el inmueble se encuentra ubicado en la zona este de la localidad, alejado de la plaza principal y el Ayuntamiento. Se sitúa en la plaza de D. Francisco Manuel Navarrete Ladrón de Guevara, desde la cual se accede.
Aunque el edificio dispone de antecedentes góticos, da una gran imagen de homogeneidad y aspecto compacto.

## Descripción
Se aprecian tres elementos diferenciados: la fábrica de la nave principal, las torres y el conjunto de sacristías.
El volumen principal se encuentra orientado en dirección oeste-este. Al este, en la cabecera, no hay más decoración que dos pequeños obeliscos semiadosados a las paredes y unas pilastras de refuerzo. El lado izquierdo dispone de contrafuertes que permiten a la iglesia llegar a la gran altura que posee. 
La portada se encuentra en el interior de un gran pórtico de medio punto apoyado en las torres. Es sencilla, con molduras y parteluz rectos unidos por arcos rebajados. Enmarcando los huecos de acceso se sitúa un arco de medio punto moldurado. Sobre el conjunto de puertas y arcos encontramos un rosetón rodeado por una moldura cuadrada.
Apoyada sobre el gran arco del pórtico, se crea una galería de siete arcos rebajados, protegidos por una balaustrada ciega de piedra.
Las torres, absolutamente irregulares y desiguales, se emplazan a ambos lados del pórtico. Ambas son prácticamente ciegas hasta los tramos altos. La de la derecha comienza a reducirse en el cuerpo de campanas a partir de una balconada de balaustres. El chapitel final, de piedra en forma de pirámide, se adorna con cornisas, gárgolas sencillas y pináculos dentados. La de la izquierda, más sencilla, sin cuerpo de campanas, queda rematada por un chapitel que aloja una única campana.
Las sacristías se aprecian exteriormente como dos cuerpos diferenciados, unidos por un tercero en el que destaca un balcón con rejería. Muy próxima a ellas, casi tapada por el arranque de la torre derecha, se encuentra la sala capitular, que aparece como un pequeño volumen con balcón decorado, del siglo XVIII.
La planta de la iglesia es de cruz latina con el crucero muy pequeño. La nave, de tres tramos, es de cuarenta metros de larga por dieciséis de ancha. Los brazos del crucero se prolongan solo cinco metros más que la sala principal.
El origen del templo debió ser gótico, pero fue modificado en dos fases. Los dos primeros tramos conservan su carácter, pese a tener los pilares modificados a un estilo más clásico. El tercer tramo se modificó más a fondo, introduciendo pilastras clásicas con cornisas. Las bóvedas son estrelladas de lazos ondulados y cubiertas de pinturas, fundamentalmente en el crucero.
El crucero es la intervención más renacentista, dispone de arcos fajones de medio punto que descansan sobre pilastrones.
La semi-bóveda del altar sorprende por su ejecución, totalmente acanalada, construida en piedra dorada y prolonga su decoración hasta el suelo. Produce un efecto de concha envolvente.
A las sacristías se accede por el crucero, a través del módulo central cuadrado que hace de distribuidor de ambas, la vieja y la nueva. En esta sala destaca un aguamanil de mármol rojo y negro. La nueva, del siglo XVIII, es un espacio circular decorado con pilastras de capiteles corintios. Entre pilastras se encuentran cuatro armarios y muebles cajoneros. Sobre los armarios existen hornacinas con figuras de los evangelistas. La obra fue dirigida por Justo Antonio de Olaguíbel. La sacristía vieja tiene acceso directo desde el presbiterio mediante una puerta con frontón. Dispone de una cúpula de piedra con cuatro pechinas.
El coro, plateresco, se encuentra sobre la puerta de acceso, apoyado en una bóveda estrellada con figuras en las claves. Dispone de sillería sencilla y órgano. 
Junto al bajocoro se encuentra el baptisterio, decorado en las jambas de acceso con niños y grutescos de gusto plateresco, que fue construido en 1554. Dispone de una buena reja con inscripción bíblica, realizada por Pedro de Marigorta hacia 1560.
El edificio contiene varios retablos. El mayor es de la primera etapa del barroco. Los retablos del crucero, coetáneos con el mayor, son gemelos en su concepción. Los del primer tramo son de estilo rococó, con columnas estriadas, óvalos y ángeles. En el segundo tramo se sitúan otros dos retablos muy modificados.
Los dos púlpitos son de forja, revestidos con chapa dorada. Pese a construirse con cuarenta años de diferencia son muy similares.
Existen dos grandes pinturas sobre lienzo en el crucero, representando temas bíblicos. Son de estilo rococó, sin firma. Se atribuyen a José Bejes.